# Des milliards de tapis de cheveux
Des milliards de tapis de cheveux (titre original : (de) Die Haarteppichknüpfer) est un roman de science-fiction de l'auteur allemand Andreas Eschbach paru en 1995.
Sur une lointaine planète existe une tradition ancestrale qui consiste pour les hommes à tisser des tapis avec les cheveux de leurs épouses et concubines. Chaque tapis est un hommage rendu à l'Empereur et constitue un signe d'allégeance conçu pour décorer son immense et légendaire « Palais des étoiles ». La tâche, confiée à la Guilde des tisseurs, est tellement rude qu'un tisseur ne peut réaliser qu'un seul tapis durant toute son existence. Le tapis est ensuite légué au fils unique du tisseur qui le vend alors aux marchands de l'Empereur afin d'en tirer l'argent nécessaire à l'entretien de toute une famille pendant toute une vie. Mais bientôt, une rumeur commence à circuler, colportée par des étrangers : l'Empereur serait mort après avoir été renversé par des rebelles. La découverte de la vérité pourrait avoir des conséquences désastreuses sur cette petite planète isolée et signifier la fin de la lignée des tisseurs.

## Présentation de l'œuvre
Composé de dix-sept chapitres et d'un épilogue, le premier roman publié d'Andreas Eschbach se rapproche de la forme d'un recueil de nouvelles cohérentes, comme Demain les chiens de Clifford D. Simak ou Chroniques martiennes de Ray Bradbury. Les chapitres qui composent Des milliards de tapis de cheveux tissent la trame de l'intrigue en suivant différents personnages et en adoptant différents points de vue. Cette originalité narrative permet à Andreas Eschbach d'adopter des styles et des tons propres aux situations et aux personnages rencontrés tout en menant le lecteur par des voies détournées vers le dénouement.
En 2001, Andreas Eschbach publia Kwest (titre original Quest), un roman dont le récit se situe dans le même univers que Des milliards de tapis de cheveux, le système de Gheera.

## Résumé

### Univers du roman
Dans la galaxie de Gheera, un membre de la Guilde des tisseurs de tapis de cheveux passe toute sa vie à réaliser son grand œuvre avec les cheveux de sa femme et de ses concubines. Après avoir passé plusieurs années de sa jeunesse à déterminer les coloris et motifs de son futur tapis et à réaliser son cadre de bois, le tisserand passe sa vie d'homme à confectionner son tapis à l'aide de petites aiguilles. 
Une fois terminé, le tisseur donne son tapis en héritage à son fils unique qui le vend alors à un marchand de l'Empire à l'occasion d'une grande fête villageoise. La somme d'argent obtenue servira à l'entretien de toute sa famille durant toute sa vie. 
Après le cérémoniel de la vente, le jeune tisseur choisit une épouse parmi les jeunes filles du village à l'occasion d'un grand bal traditionnel. Le Maître de la Guilde des tisserands vérifie alors la qualité des cheveux de l'élue et procède au mariage officiel. 
Les marchands emportent les tapis nouvellement acquis dans un chariot blindé et poursuivent leur route jusqu'à l'astroport le plus proche. Les tapis y sont alors chargés dans les grands vaisseaux spatiaux de l'Empire et emportés dans le Palais des Étoiles, la résidence de l'Empereur, où ils servent, selon la légende, de décoration raffinée. Les marchands sillonnent la planète et doivent rapporter à l'astroport un quota de tapis fixé à l'avance. Tout marchand qui n'atteint pas son quota doit se suicider publiquement pour avoir failli à son honneur de marchand.

### Synthèse des chapitres
- I. Les Tisseurs. Ostvan, membre de la Guilde des tisseurs de tapis de cheveux, se demande s'il va pouvoir transmettre son savoir à son fils. En effet, Abron ne s'intéresse plus aux traditions ancestrales, mais se passionne pour les livres. Un livre en particulier le fascine : « Le vent silencieux », un ouvrage séditieux qui remet en cause l'autorité de l'Empereur, tandis que des rumeurs circulent dans le village de Yahannochia sur la mort de l'Empereur. Lorsque Garliad, concubine d'Ostvan, met au monde son second fils, Ostvan décide de tuer Abron et d'élever son second fils dans le pur respect de la tradition, refusant cette fois de l'envoyer à l'école.

- II. Les Marchands. Le Grand Jour de la vente des tapis est arrivé : le Marchand Moarkan s'apprête à entrer en ville avec sa longue caravane qui sillonne toute la contrée. En marge de la grande fête rituelle qui se déroule dans le village, Dirilja, fille du Marchand, part à la recherche de l'élu de son cœur, Abron. Ne le trouvant pas, elle décide de laisser repartir son père seul afin de poursuivre ses recherches. Elle apprend finalement la mort de son amant de la bouche de Garliad.

- III. Le Prédicateur. Parnag, le maître d'école, rend visite à la famille d'Ostvan pour y recueillir la contribution annuelle de la famille aux frais d'éducation. Le vieil homme se remémore avec nostalgie l'époque où il avait fondé un cercle de lecture de livres interdits dont Abron était l'un des plus fidèles adeptes. Les livres parlaient de rébellion, mettaient en doute l'existence de l'Empereur ou mentionnaient l'existence d'autres mondes où vivaient également des tisseurs de tapis de cheveux. Quelque temps plus tard arrive au village un prédicateur. Parnag le reconnaît, il s'agit de Brakart, un ancien associé dont il connaît l'horrible secret. Pour s'assurer de son silence, Brakart tend un piège à Parnag et le fait lapider par la foule pour hérésie contre l'Empereur.

- IV. Le Tapis perdu. Borlon, membre de la Guilde des tisseurs de tapis de cheveux, assiste impuissant à l'incendie de sa demeure et voit l'œuvre de toute une vie périr dans les flammes. Cette catastrophe conclut toute une vie de malchance : Borlon n'a jamais eu de fils. Malgré ses nombreuses demandes, personne dans le village ne veut lui prêter l'argent nécessaire à la confection d'un nouveau tapis. Borlon pense être puni pour avoir trop longtemps négligé ses dévotions à l'Empereur. Le tisseur comprend alors que son tapis représentait le sens même de son existence.

- V. La Marchande ambulante. Ubhika est devenue marchande ambulante, car la mauvaise qualité de ses cheveux ne lui a jamais permis de trouver un mari tisseur. Elle sillonne la contrée, passant de maison en maison, et colporte les dernières nouvelles du pays. En chemin, elle rencontre Nillian, un étranger, qui souhaite lui acheter une tenue à la mode locale.

- VI. L'Homme venu d'ailleurs. Le Kalyt 9, un vaisseau spatial rebelle en orbite autour de la planète G 101/2, procède à une série de mesures afin de déceler la présence d'une civilisation humaine. Enfreignant le règlement, Nillian décide de se poser sur la planète pour l'explorer et communiquer avec ses habitants. Nargant, le pilote du vaisseau, est en contact radio permanent avec son coéquipier Nillian qui constate que les autochtones ne sont pas informés de la mort de l'Empereur. Alors que la liaison radio avec Nillian est coupée, Nargant reçoit l'ordre de rejoindre la flotte rebelle. Dès qu'elle est informée, les autorités rebelles décident d'envoyer un vaisseau à la recherche de Nillian. Nargant est rongé par la culpabilité d'avoir abandonné son coéquipier seul sur une planète inconnue.

- VII. Le Collecteur d'impôts. Kremman, juge et questeur impérial, arrive au village de Yahannochia pour le calcul des impôts qui, une fois confiés aux Marchands, servent à payer les tapis de cheveux. Après son étude des registres municipaux, Kremman est informé par les magistrats du village d'une affaire particulièrement délicate. L'un des prisonniers du village est un étranger hérétique, un certain Nillian, qui affirme que l'Empereur a été assassiné par des rebelles. La présence d'un émetteur radio dans les effets du prisonnier inquiète le questeur qui décide alors de le faire transférer dans la ville portuaire et de le déférer devant le Conseil.

- VIII. Les Voleurs. Le Marchand Tertujak est chargé par les magistrats du village de Yahannochia de transporter le montant des impôts calculés par le questeur Kremman et d'emmener le prisonnier, Nillian. Intrigué par les rumeurs concernant le prisonnier, Tertujak décide de s'entretenir discrètement avec lui. Nillian lui apprend alors que, contrairement à ce que croit le marchand, il n'y a aucun tapis dans le Palais des Étoiles, et que l'Empereur Aleksandr XI a cessé de régner depuis une vingtaine d'années. Mais le prisonnier ne sait pas où sont envoyés les milliards de tapis de cheveux expédiés. Pour le convaincre, Nillian lui montre finalement une photo de l'Empereur mort, pendu par les pieds. Au même moment, la caravane est attaquée par des voleurs et Tertujak assassiné.

- IX. Les doigts du flûtiste. Opur, un vieux maître flûtiste est réveillé en pleine nuit par son ancien élève, Piwano. Le jeune garçon, membre de la Guilde des navigateurs impériaux, est un déserteur. Opur décide d'aider son ancien élève et de le cacher. Piwano retrouve le plaisir de la musique, s'exerce sur une vieille flûte du maître et retrouve sa virtuosité d'antan. Piwano supplie alors le maître de le laisser participer à l'audition annuelle des élèves. Opur cède à Piwano malgré ses craintes. Piwano joue avec une telle virtuosité que la nouvelle se répand bientôt dans tout le village. Quelque temps plus tard, les soldats de l'Empire arrêtent Opur, tandis que Piwano réussit à s'échapper par un passage secret.

- X. L'archiviste de l'Empereur. Emparak, fidèle partisan et serviteur de l'Empereur, est l'archiviste du Palais impérial. Après la mort de l'Empereur, il a été maintenu à son poste par les délégués du Conseil provisoire rebelle qu'il considère avec mépris. Les rebelles explorent la vaste bibliothèque à la recherche de documents qui leur permettraient de résoudre deux énigmes : le secret de la longévité de l'Empereur et la destination des mystérieux tapis de cheveux confectionnés dans toute la galaxie. Sur ce dernier point, les rebelles savent simplement que les tapis de cheveux sont transportés jusqu'à une grande station stellaire en orbite autour d'une étoile et d'un trou noir. Le groupe est bientôt rejoint par le chef des rebelles, Jubad, auquel les délégués font leur rapport. Tapi dans l'ombre, Emparak assiste à la réunion avec dédain, lui qui connaît toutes les réponses aux interrogations des rebelles.

- XI. Jubad. Après sa visite aux archives impériales, Berenko Kebar Jubad se promène dans un petit jardin. Il y rencontre un petit garçon qui lui demande si l'Empereur est réellement mort, parce que son père en doute. Jubad raconte alors à l'enfant comment les prêtres éduquaient les générations précédentes dans la foi en l'immortalité de l'Empereur. Lorsqu'il rentre chez lui, Jubad subit un lourd traitement médical contre une maladie qu'il tient à garder secrète pour éviter d'alimenter la superstition : le bras qui a porté le coup fatal à l'Empereur se dessèche et se nécrose lentement.

- XII. Le Rebelle et l'Empereur. Quelques décennies plus tôt, le rebelle Jubad est prisonnier dans les geôles de l'Empire, promis à une mort certaine. Lorsqu'il est amené par des gardes impériaux devant le souverain, Jubad croit sa fin toute proche. Mais l'Empereur souhaite simplement s'entretenir en tête à tête avec le rebelle. Jubad est atterré d'apprendre que la rébellion est une création de l'Empereur et qu'il est également l'auteur du célèbre plaidoyer contre la tyrannie impériale intitulé Le vent silencieux. Mais le souverain, blasé, convaincu de l'absurdité de la quête infinie du pouvoir, a décidé de mettre fin à ses jours et même d'organiser la mise en scène de sa propre mort. Il confie alors l'exécution de son plan à Jubad. Six mois plus tard, lorsque les rebelles attaquent le palais impérial, les deux hommes se retrouvent au même endroit et Jubad tue l'Empereur d'une balle dans la poitrine.

- XIII. Je te reverrai. Ludkamon travaille à la station portail impériale, sur la baie de chargement des conteneurs remplis des tapis de cheveux avant qu'il ne partent pour leur ultime destination. Il est amoureux d'Iva qui, elle, aime un manutentionnaire dénommé Feuk. Ludkamon saisit alors l'occasion du championnat annuel organisé par l'Empire pour défier Feuk. Les adversaires doivent s'affrontent à l'aide de balles virtuelles manœuvrées par la seule force de la pensée. Le vainqueur doit rejoindre la mystérieuse section supérieure, un privilège suprême accordé au vainqueur, mais dont personne ne sait rien. Ludkamon et Feuk parviennent en finale, mais Feuk perd volontairement la partie afin de rester sur les docks avec Iva. Piégé,  Ludkamon se retrouve allongé sur une table d'opération. Un chirurgien lui coupe la tête pour la relier par câbles à un système électronique. Ludkamon n'existe plus que par la pensée : il est chargé de diriger par télépathie une escadre de robots de combats téléguidés.

- XIV. Le Palais des larmes. Sur une planète dévastée, un vieux souverain trône seul dans son grand palais et contemple les ruines de sa planète et son ciel sans étoiles grâce à des moniteurs installés autour du trône royal. Face à lui, le portrait monumental de son vainqueur, l'Empereur Aleksandr X, qui l'a enchaîné électroniquement à son trône, maintenant ses fonctions vitales par une lourde machinerie, et l'a condamné à ne rester maître que du mouvement de ses yeux pour assister à la vengeance de son ennemi.

- XV. Lorsque nous reverrons les étoiles. Le vieux Soleun raconte aux jeunes de la tribu l'époque où le ciel était illuminé d'étoiles, pendant que Cheun et Onnen évaluent la situation de leur clan : depuis des années, des armées robotisées repoussent les tribus humaines de la planète de plus en plus loin vers les terres incultes, ne laissant derrière elles qu'un sol brunâtre et infertile. Acculés, les guerriers de la tribu décident d'attaquer les puissantes machines. Soudain, au plus fort de la bataille, les machines s'arrêtent et les étoiles illuminent à nouveau le ciel.

- XVI. Le Retour. Wasra, commandant du vaisseau rebelle Salkantar, donne l'ordre d'atterrir sur la planète G 101/2. Sa mission : retrouver les traces d'un rebelle disparu depuis trois années, Nillian Jegetar Cuain. L'officier rencontre Lentaiman, le haut-dignitaire de la Guilde des tisseurs de tapis de cheveux, incrédule face à la nouvelle de la mort de l'Empereur. Wasra consulte en vain les registres des condamnés à mort et demande à voir le doyen de la Guilde, Ouam, qui le fait accompagner par son assistant Dinio dans la geôle de la ville. Wasra découvre un vieux maître flûtiste, Opur puis une photo de l'Empereur mort dans les effets de Dinio et en déduit que Nillian avait bien atterri sur cette planète. À la fin de son enquête, Wasra décrètera Nillian mort, sans doute tué par les fanatiques de l'Empereur.

- XVII. Le Vengeance éternelle. La belle Lamita, responsable des archives impériales, chargée de résoudre le mystère du système Gheera et de ses tapis de cheveux, assiste à une réunion rebelle sur Gheer, une planète emprisonnée dans une bulle dimensionnelle. Après avoir sorti la planète de sa prison spatio-temporelle, les rebelles ont découvert à leur grande surprise que les troupes robotisées recouvraient toutes les terres conquises de la planète de tapis de cheveux. Mais les raisons de cette campagne militaire demeurent inconnues. Lamita décide d'éclaircir le mystère en avouant son amour naissant à Emparak, l'archiviste impérial. Celui-ci lui montre alors les archives impériales qui lui révèlent alors la vérité. L'Empereur Aleksandr X voulut conquérir le riche et florissant royaume de Gheera. Il mena une guerre sans merci contre le roi Pantap. Une fois vaincu, le roi Pantap usa d'une ultime vexation contre l'Empereur en évoquant sa calvitie. L'Empereur, humilié, décida alors qu'il n'aurait de cesse de recouvrir toute la planète des cheveux de tous les sujets du roi en mettant en place toute une civilisation basée sur une Guilde de tisseurs de tapis de cheveux.

- Épilogue. Le tisseur Ostvan, fils d'Ostvan et de Garliad, continue de tisser son tapis de cheveux, l'œuvre de toute une vie, malgré la mort de l'Empereur et la fin des ventes de tapis. Ému par les bouleversements sociaux dus à la mort de l'Empereur, attaché à ses traditions ancestrales, Ostvan tremble et déchire son tapis.

### Personnages principaux
Les personnages principaux sont classés dans l'ordre alphabétique.
- Abron, fils de Ostvan, passionné par les livres ;
- Aleksandr XI, Empereur suprême ;
- Borlon, tisseur de tapis de cheveux malchanceux qui perd son tapis lors d'un incendie ;
- Brakart, prédicateur de la fidélité à l'empereur, ancien collègue de Parnag ;
- Cheun, guerrier de la planète Gheera ;
- Dinio, assistant du doyen de la Guilde, Ouam ;
- Dirilja, fille de Moarkan, promise d'Abron ;
- Emparak, archiviste impérial ;
- Feuk, manutentionnaire de la station-portail impériale, rival de Ludkamon ;
- Garliad, épouse d'Ostvan, mère d'Abron ;
- Iva, employée de la station-portail, égérie de Feuk et de Ludkamon ;
- Jubad ou Berenko Kebar Jubad, chef des rebelles, assassin de l'Empereur ;
- Karvita, épouse de Bolon ;
- Kremman, juge et questeur impérial ;
- Lenteiman, haut-dignitaire de la Guilde des tisseurs de tapis de cheveux ;
- Ludkamon, surveillant de la station-portail impériale, rival de Feuk ;
- Moarkan, marchand de l'Empire ;
- Narana, concubine de Borlon ;
- Nargant, pilote de la flotte rebelle, coéquipier de Nillian ;
- Nillian Jegetar Cuain, rebelle qui s'est posé incognito sur la planète des tisseurs de tapis de cheveux ;
- Onnen, chef de tribu sur la planète Gheera ;
- Opur, vieux maître flûtiste ;
- Ouam, doyen de la Guilde des tisseurs de tapis de cheveux ;
- Ostvan, tisseur de tapis, garant de la tradition ;
- Pantap, roi déchu de Gheera ;
- Parnag, enseignant, directeur d'école ;
- Piwano, jeune élève flûtiste talentueux, navigateur impérial ;
- Soleun, guerrier de la planète Gheera, ancêtre de la tribu ;
- Tertujak, marchand de l'Empire ;
- Ubhika, marchande ambulante ;
- Wasra, officier de la flotte rebelle, commandant du croiseur léger Salkantar.

## Commentaires

### Renouveau de la science-fiction allemande
La traduction française du roman d'Andreas Eschbach en 1999 aux éditions L'Atalante fut un événement. Comme le note l'auteur allemand sur son site web, cela faisait plus d'une décennie que la science-fiction allemande ne sortait plus de ses frontières géographiques. De ce point de vue, Des milliards de tapis de cheveux marque sans conteste un renouveau et un nouvel élan de la science-fiction de langue allemande, avec une jeune génération qui compte également des auteurs comme Frank Schätzing et Michael Marrak.

### Pouvoir absolu et civilisation
Si certains lecteurs ont déploré le dénouement pour le moins anecdotique du roman (une remarque vexatoire concernant une calvitie), le caractère anodin du point de départ de l'intrigue ne fait que mieux transparaître la disproportion démesurée qui existe entre la cause et les conséquences d'une simple agression verbale. La destinée de toute la civilisation du système de Gheera, génération après génération, ne repose que sur le caprice d'un seul homme, le souverain défunt Aleksandr X. La vengeance de l'Empereur est à la (dé)mesure de son empire, exploitant les ressources de plusieurs planètes et de plusieurs générations d'hommes.
Andreas Eschbach oppose dans son roman la dimension étatique d'une civilisation modelée par un système totalitaire, qui impose à ses membres leurs pensées et leurs croyances et ses conséquences sur le plan individuel et domestique. Tout dans la vie des habitants de Gheera a pour origine le désir de vengeance du souverain : leur métier, leur vie maritale, leur rémunération, leurs croyances.

### Réminiscences de Franz Kafka
Les premiers chapitres du roman dépeignent une civilisation qui idolâtre un Empereur-Dieu que personne n'a jamais vu, mais qui donne du sens à la vie et aux actes quotidiens de tout un chacun. De ce point de vue, l'inaccessibilité du souverain et le risque de la perte de sens lié à sa potentielle disparition rapprochent thématiquement le début du roman des préoccupations majeures de l'auteur tchèque de langue allemande Franz Kafka, telles qu'elles ont été exprimées dans le roman Le Procès (Der Prozess) ou la nouvelle Un message impérial (Eine kaiserliche Botschaft) sur les questions du sens de l'existence, de la justice et de l'État.

## Prix littéraires
- 1995 : prix allemand de science-fiction du meilleur roman de science-fiction ;
- 2000 : prix Bob-Morane, catégorie roman étranger ;
- 2001 : grand prix de l'Imaginaire, catégorie roman étranger.

## Édition française
- Andreas Eschbach, Des milliards de tapis de cheveux, traduit de l'allemand par Claire Duval, Éditions L'Atalante, coll. La Dentelle du cygne, 1999, 320p.  (ISBN 2841721116)